# Václav Matoušek (pedagog)
Václav Matoušek (26. září 1891 Kotelsko – 23. května 1972 Starý Rožmitál) byl český učitel, archivář, kronikář, regionální historik a publicista působící v Rožmitále pod Třemšínem.

## Životopis
Václav Matoušek se narodil 26. září 1891 v obci Kotelsko na Semilsku. V letech 1903–1906 vystudoval střední školu a jeden ročník reálky v Jičíně a následně studoval na učitelském ústavu. Sám si ke studiu přidal kurs pro vyučování hluchoněmých. Zkoušku ze studia složil v roce 1914 v Příbrami, ale jako učitel již pracoval od roku 1911 ve Stříbrnicích. Krátkou dobu vyučoval v Poličce, poté jako výpomocný učitel v Tochovicích a později v Pročevilech. V období první světové války působil jako učitel v Nepomuku, až do roku 1920, kdy byl ustanoven učitelem na měšťanské škole v Rožmitále pod Třemšínem. Zde později působil v obecní škole a to až do roku 1955, kdy odešel do důchodu. Dohromady jako učitel pracoval 46 let.
Zajímal se o historii, archeologii, přírodopis, kreslení, hudební výchovu a vlastivědu. Bádal v rožmitálském zámeckém archivu i farních matrikách. Objevil mnoho dokumentů v souboru písemností staré školy, kde našel zapomenuté dokumenty z dob Jakuba Jana Ryby, který v Rožmitále působil jako učitel v letech 1788–1815. Aktivně se věnoval publikační činnosti. V letech 1929–1970 publikoval stovky článků o Rožmitálsku v různých časopisech, ale publikoval i další texty např. se podílel na rozšíření významné publikace o Rožmitále od Františka Augustina Slavíka Rožmitál pod Třemšínem a jeho okolí (1890), která byla znovu vydána u příležitosti 700. výročí města v roce 1930. Během německé okupace, psal do novin o hudebním skladateli Jakubu Janu Rybovi a popularizoval jeho učitelský a skladatelský odkaz. Aktivně se zajímal a psal o rožmitálské historii, jako např. o rodině Adlerů, kteří působili ve zdejších hutích. Ještě v roce 1957 si aktivně dopisoval s jejich potomkem, Jiřím Adlerem. Mezi jeho blízké přátele patřil i další rožmitálský pedagog Gabriel Brda nebo starorožmitálský děkan Jaroslav Podhradský. Také se snažil přesvědčit městskou radu o zřízení důstojných prostorů pro městské muzeum, jehož sbírky se stále stěhovaly. Sám shromažďoval cenné předměty a těžce přihlížel stálému stěhování z radnice do věže zámku, odkud se stěhovaly zpět na radnici a nakonec do Brdského památníku, kam ovšem dorazily již v mnohem menším počtu.
Další z jeho koníčků bylo fotografování. V roce 1933 důkladně fotograficky dokumentoval opravy farního kostela Povýšení svatého Kříže ve Starém Rožmitále, který 18. března 1933 vyhořel. Nasnímal minerály, rostliny, houby, přírodní kuriozity a staré památky. Stejně jako jeho předchůdce a první fotoamatér v Rožmitále Adolf Růžička, fotografoval na skleněné desky. S modernějšími přístroji se již nechtěl učit pracovat. Jeho negativy a fotografie jsou uloženy v Podbrdském muzeu.
Na výlety po kraji často doprovázel svého přítele, malíře Bohumila Trefila (1901–1974). Někdy vyráželi do terénu i společně s dalšími malíři, Josefem Vimrem a Josefem Farským (1914–1980). Matoušek se přátelil také se spisovatelem Rudolfem R. Hofmeistrem, po jehož úmrtí v roce 1934, byl jedním z iniciátorů umístění pamětní desky na Hofmeistrově domě v Rožmitále pod Třemšínem. Byl sběratelem místních jmen, zvyků a obyčejů a věnoval i záznamům lidové slovesnosti, jak dokazují zmínky o pověstech v knize Třemšínský poklad a jiné pověsti od Bohuslava Fišera. O jeho bádání se zajímal i životopisec Jan Němeček, když připravoval vydání Rybových Školních deníků. Matoušek se také zasloužil o záchranu pohanských mohyl u Pňovic, když informoval o zdejším nálezu keramických střepů. V roce 1926 se mu dostalo pochvaly od archeologa Rudolfa Turka z Národního muzea, s nímž si pak po zbytek života dopisoval. Mezi další osobnosti, se kterými udržoval korespondenční kontakt byl také básník Petr Bezruč a chodský hudební skladatel Jindřich Jindřich.
Matoušek, který byl živou encyklopedií kraje znající každý křížek a každou cestu, působil i jako kronikář Starého Rožmitálu a to až do roku 1962, kdy se sloučil s Rožmitálem pod Třemšínem.
Václav Matoušek zemřel 23. května 1980 ve svém domě ve Starém Rožmitále. Je pohřben na hřbitově na staroměstském hřbitově.

### Rodinný život
V roce 1918 se oženil s Marií Beranovou (roz. Petáková) z Rožmitálu z domu čp. 28, kde bydlel až do roku 1930. Poté na vedlejším pozemku postavil domek čp. 155 v němž žil až do konce života. Měl dceru Květu Marešovou.

## Ocenění
Za svou činorodost dostal celou řadu ocenění. Roku 1936 obdržel Pochvalné uznání za vedení městské knihy a za práci v oboru kulturně historickém, dále Medaili J. A. Komenského a medaili za celoživotní práci ve školství. Stal se také nositelem Vyznamenání za vynikající práci a v roce 1966 za svou pedagogickou činnost obdržel nejvyšší oborové státní vyznamenání Zasloužilý učitel.
V básnické sbírce Vyhlížení k domovu jej oslovuje básník Čestmír Vidman v básni Rožmitálská vlajkosláva.